# Daniel Ignác Trubač
Daniel Ignác Trubač (* 23. ledna 1969 Tábor) je český akademický sochař, medailér. Vytváří sochy do veřejného prostoru a interiérů, navrhuje a realizuje úpravu liturgických prostorů. Sochy tvoří z bronzu, nerezu, kamene, dřeva, skla a jejich kombinací.

## Život
- Narozen v Táboře. Do svých 15 let žil na Šumavě v Nýrsku. Jeho matka byla učitelka na základní škole a otec navrhoval a vytvářel brýle v Okule.
- V letech 1983–1987 studoval průmyslový design na Střední uměleckoprůmyslové škole v Uherském Hradišti pod vedením pedagoga Miroslava Klímy. Základy kresby a písma dostal od ak. mal. Jana Staňka a ak. mal. Svatopluka Slovenčíka.
- V roce 1987–1989 pokračoval na pražské VŠUP – detašované katedře průmyslového designu ve Zlíně pod vedením prof. Zdeňka Kováře, ak. mal. Františka Nikla a prof. ing. arch. Františka Crháka.
- V roce 1990 přestoupil do Prahy na AVU do ateliéru figurální sochy a objektu. Studium ukončil v r. 1994. Ateliér vedl prof. Hugo Demartini a odborný asistent ak. soch. Marius Kotrba.[1] Během studií na AVU navštěvoval přednášky spisovatele a dramatika Ivana Vyskočila na divadelní fakultě AMU.
- 1992 absolvoval studijní pobyt v Belgii na The Royal Academy of Fine Arts of Gent (Královské akademii krásných umění) u profesora Paula van Gisechama.
- V roce 1992 realizoval vítězný návrh náhrobku Pavla Wonky – disidenta a českého obhájce lidských práv.
- V roce 1993 na Velehradě navštívil přednášky profesorů P. Tomáše Špidlíka SJ, P. Marko Rupnika SJ a P. Richarda Čemuse SJ vyučujících v Římě. Jejich dílo je pro něj velkým pramenem a stálou inspirací.
- V roce 1994 ukončil AVU diplomovou prací – kašnou Panny Marie Vítězné ochrany Moravy v Bystřici pod Hostýnem.
- Během vysokoškolských studii se seznámil s Otmarem Olivou, u kterého si osvojil technologii lití bronzu na ztracený vosk. Spolupráce trvala více než 10 let.
- Od roku 1999 působí ve svém ateliéru se slévárnou v Polešovicích u Uherského Hradiště.
- V roce 2019 vytvořil s Františkem Ševečkou projekt – Koruna sv. Anežky České. Byl to dar pro papeže Františka u příležitosti 30. výročí svatořečení sv. Anežky České sv. Janem Pavlem II. Projekt pod záštitou biskupa Mons. Jana Vokála se skládal ze tří částí: medaile sv. Anežky České,[2] Koruny svaté Anežky České – relikviáře (2,5 m vysoké sochy) a finančního daru pro papeže Františka. Korunu zdobí skleněné krystaly v národních barvách z rodinné sklárny Ladislav Breznický Glass[3] a její kovové stuhy nesou verše českého básníka (nositele Nobelovy ceny) Jaroslava Seiferta. Sochař zde zvěčnil otisky prstů dobrovolných dárců a poutníků. Koruna svaté Anežky České je na přání papeže Františka umístěna v kapli svatých Patronů Evropy v Bazilice svatého Petra ve Vatikánu.[4]

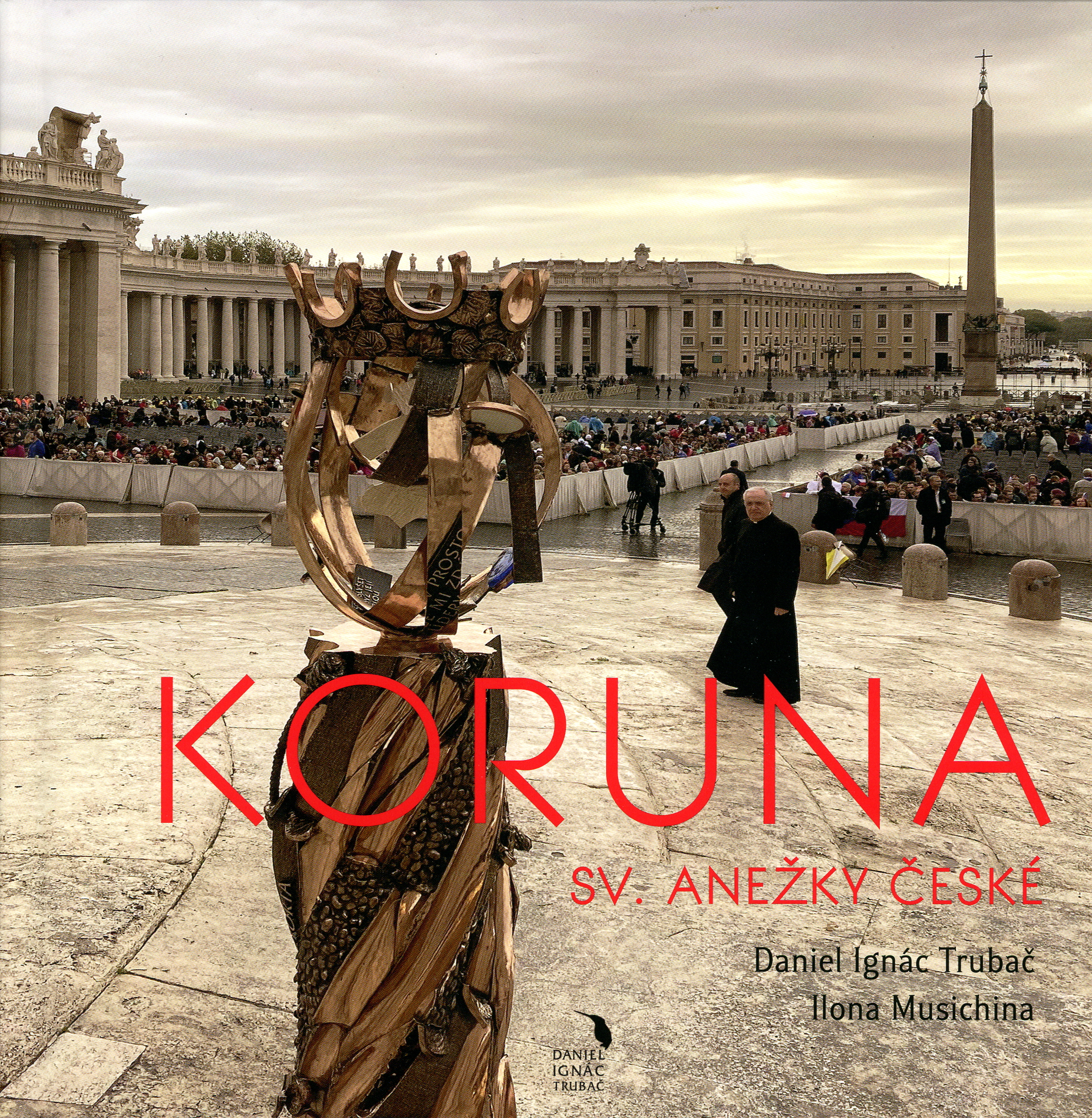
Obálka knihy Koruna sv. Anežky České

- Obálka knihy Koruna sv. Anežky ČeskéV roce 2024 vyšla o projektu unikátní obrazová vzpomínková kniha s názvem KORUNA sv. Anežky České. Publikace zachycuje slovem i obrazem zrod myšlenky, tvorbu sochy s relikviářem a její cestu do Vatikánu z pohledu autora i dalších osobností, které se projektu zúčastnily. Je zdrojem jedinečných informací o sv. Anežce České, vztahu Čechů a Moravanů k této národní světici, ale i nevšedním pohledem do sochařského ateliéru Daniela Ignáce Trubače. Její tvorby se účastnili a podporu projektu vyjádřili také Dominik kardinál Duka OP, Mons. Petr Piťha, český velvyslanec ve Vatikánu Václav Kolaja, papežský nuncius Mons. Charles Daniel Balvo, Mons. Jan Vokál, biskup královéhradecký, Mons. Jan Baxant, biskup litoměřický, a další význačné osobnosti.

## Dílo

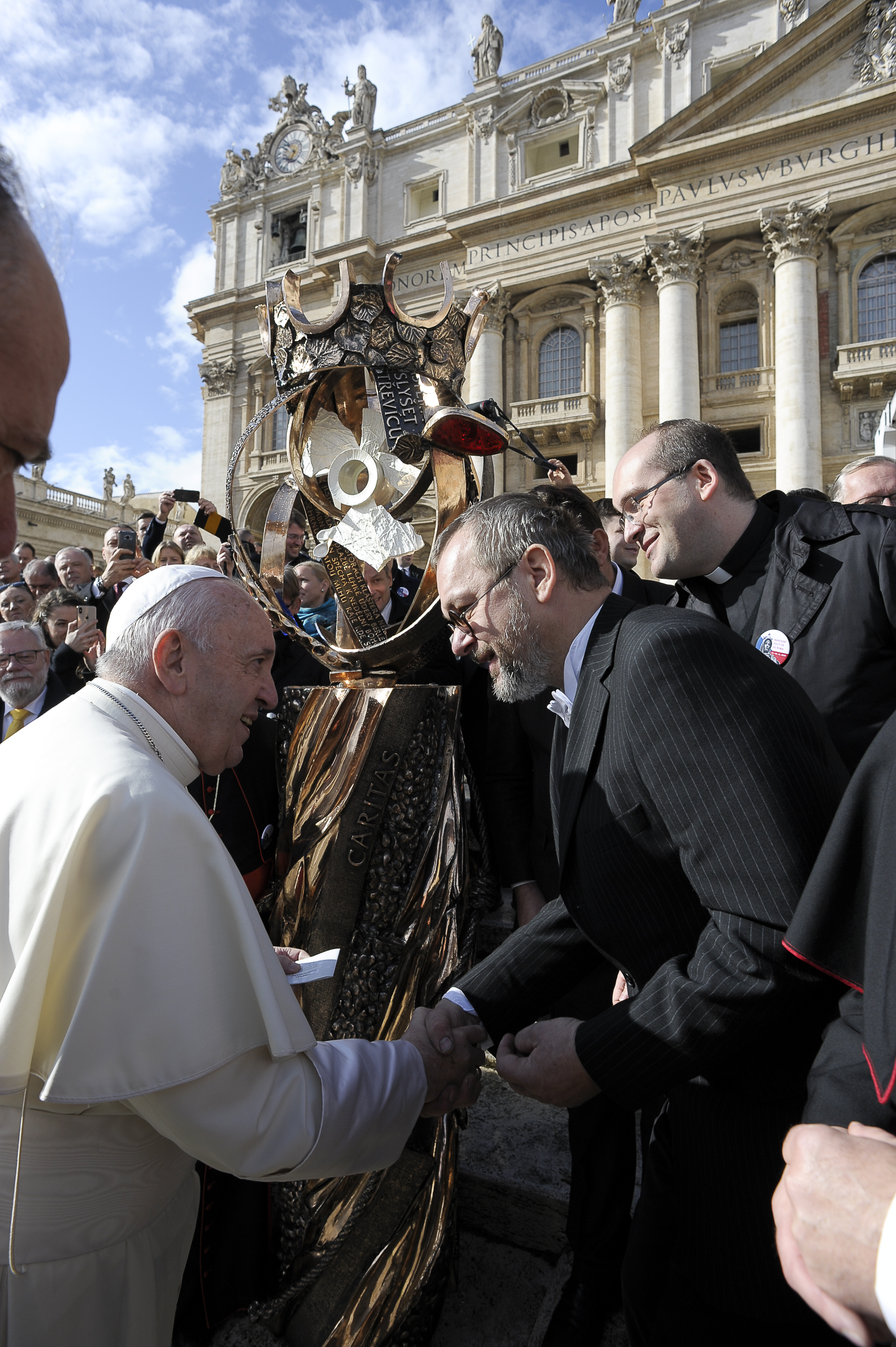
Socha Koruna svaté Anežky České při předávání papeži Františkovi na Svatopetrském náměstí

- 2019 socha Koruny svaté Anežky české, kaple svatých Patronů Evropy, Bazilika svatého Petra, Řím[5]

- 2019 reliéf Jaroslava Václava Staňka, Slovácká búda, Uherské Hradiště[6][7]

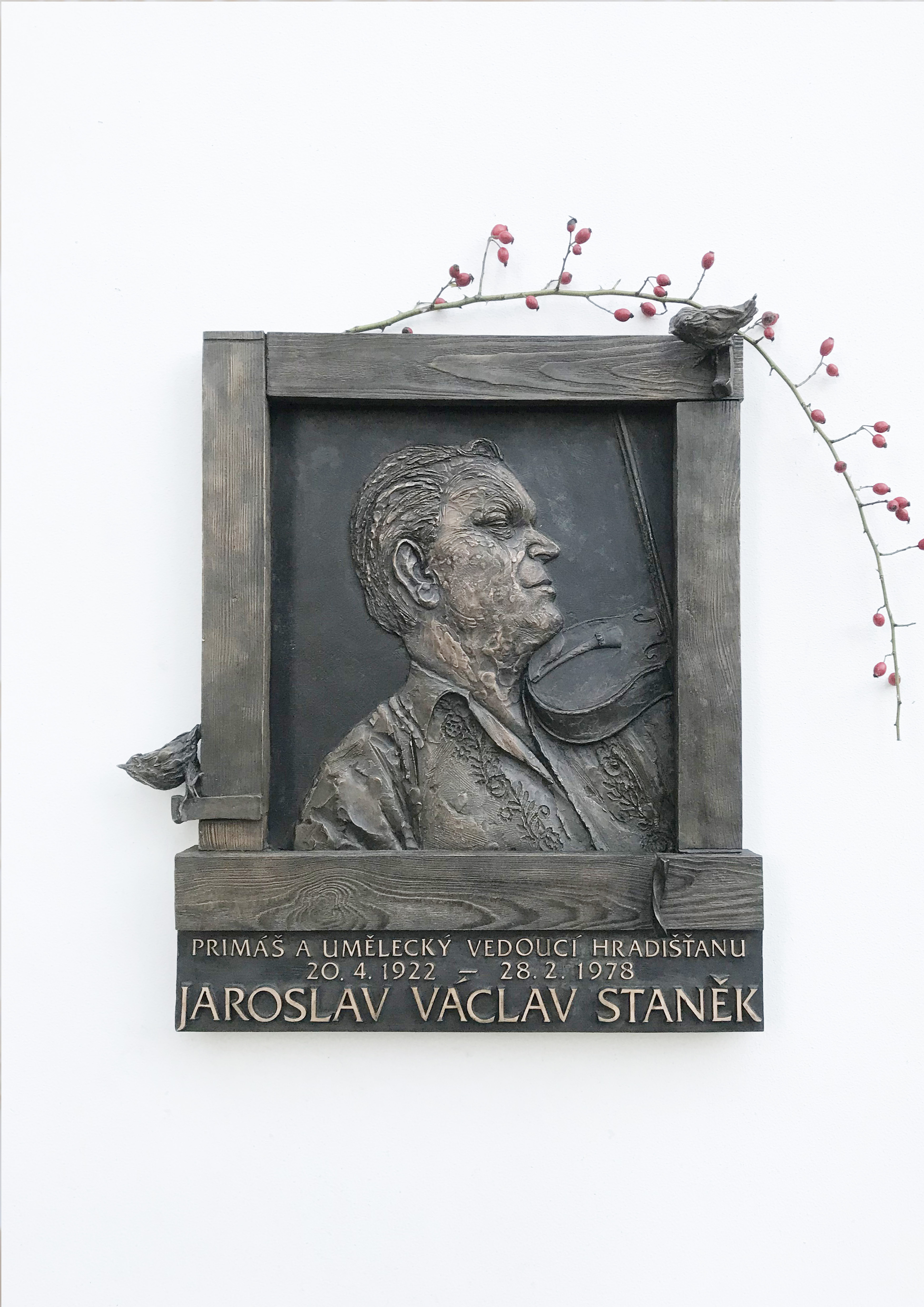
Reliéf Jaroslava Václava Staňka, spoluzakladatele hudební skupiny Hradišťan

- 2019 socha sv. Urbana, vinný sklep Josefa Koláře, Polešovice

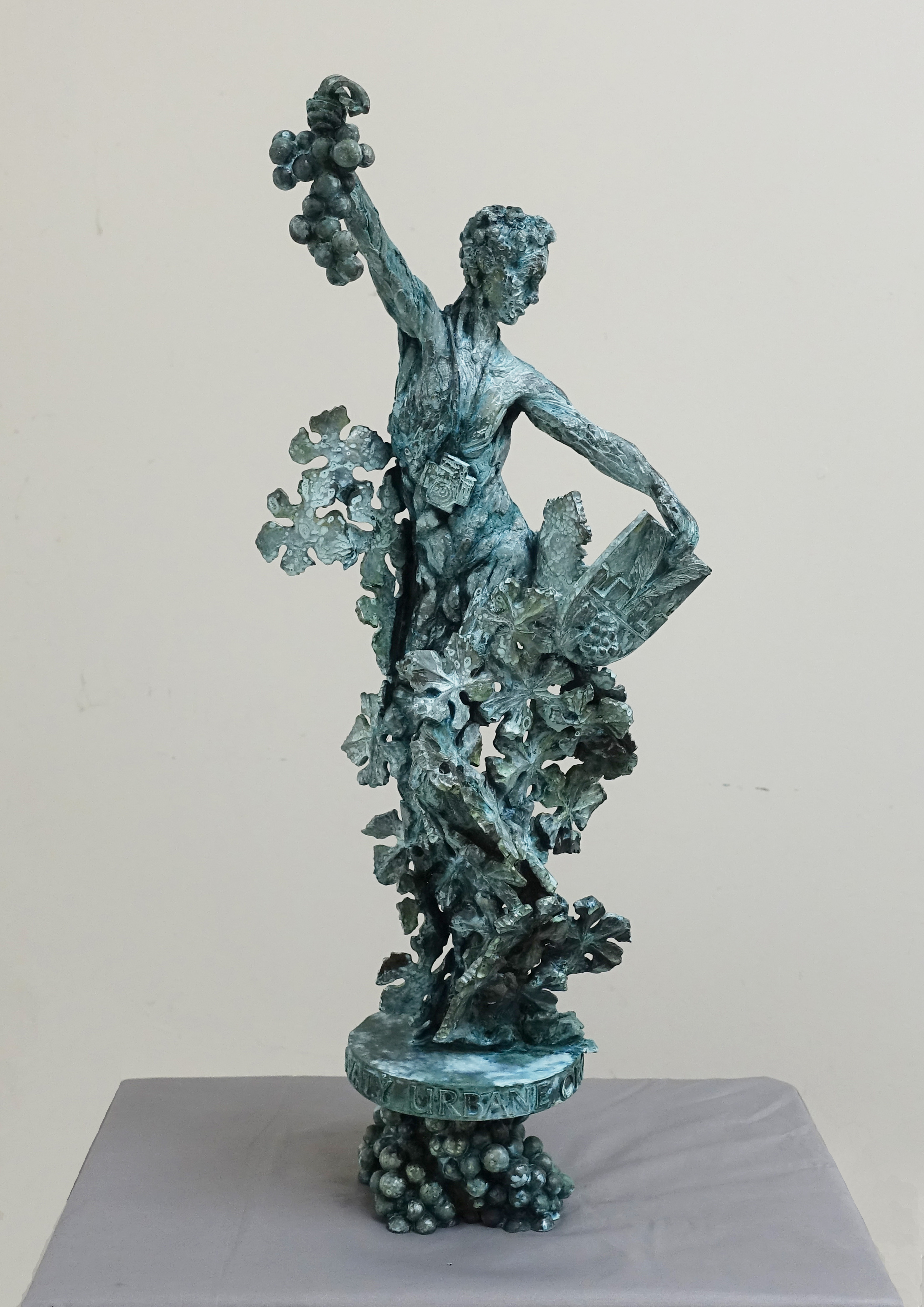
Socha sv. Urbana ve vinném sklepě Josefa Koláře v Polešovicích

- 2018–2019 realizuje pamětní medaile s portrétem českých světců portrét sv. Anežky, sv. Vojtěcha a sv. Metoděje[8]

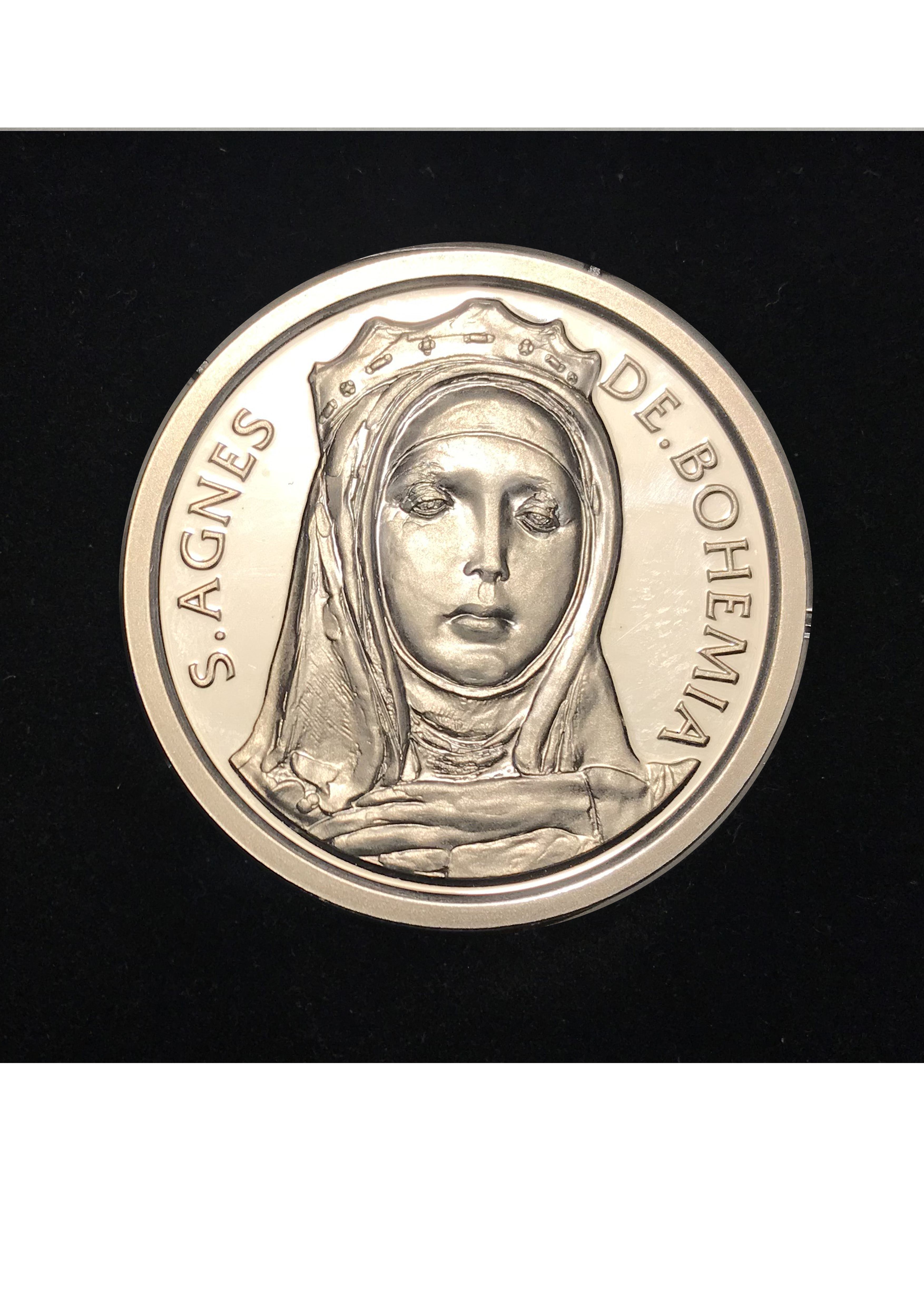
Pamětní medaile svaté Anežky České
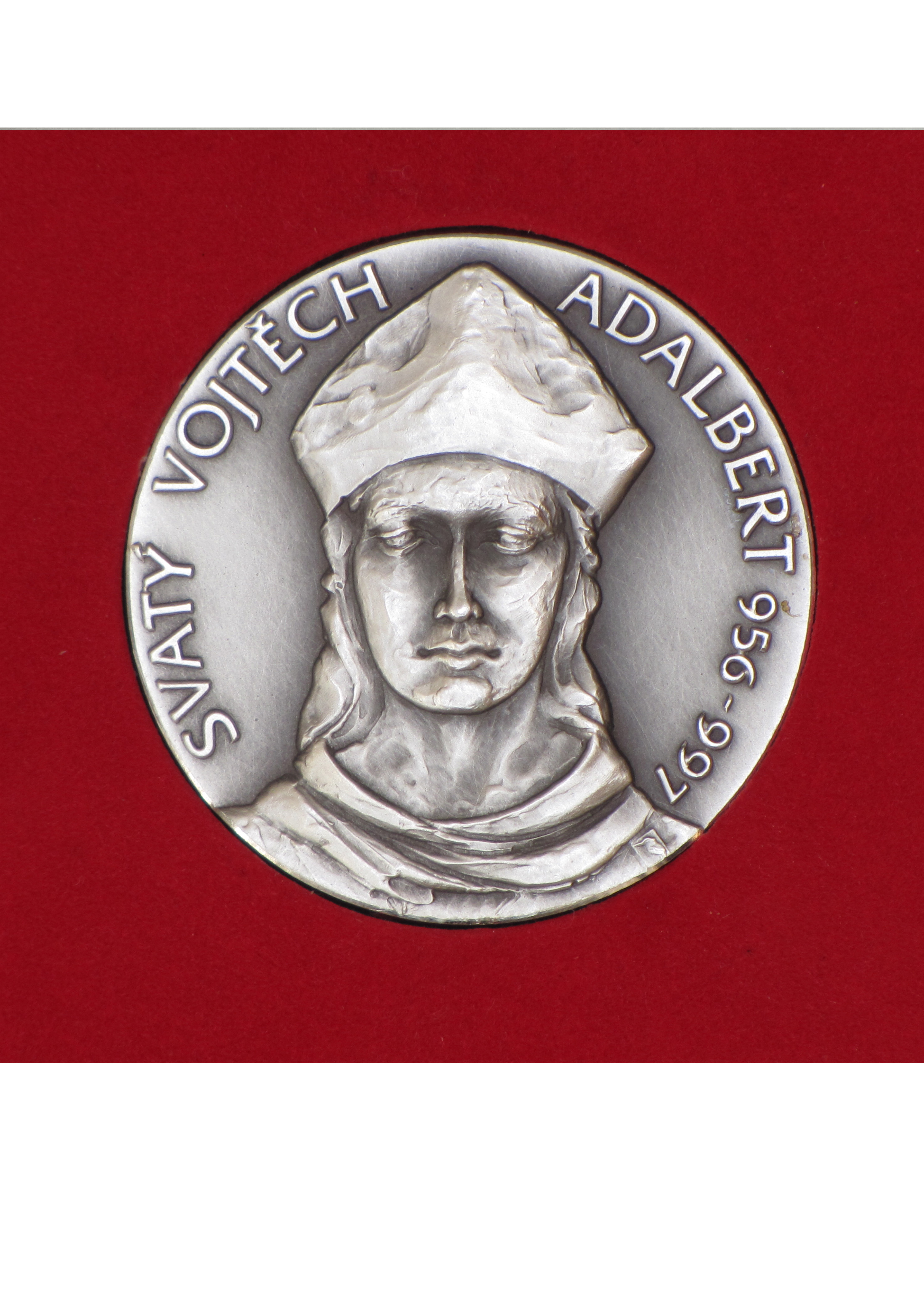
Čestné ocenění – stříbrná medaile sv. Vojtěcha kterou uděluje pražský arcibiskup Dominik kardinál Duka
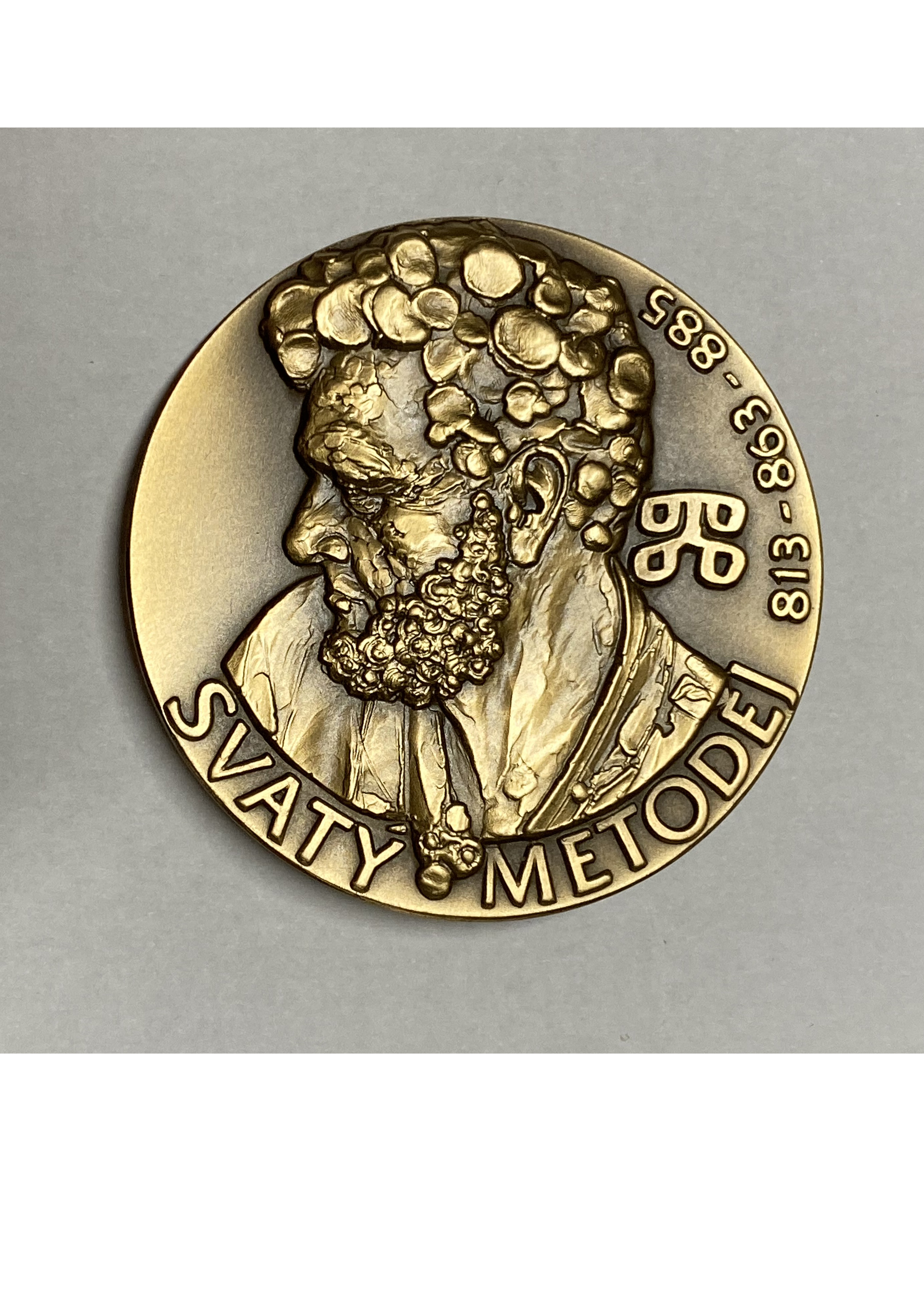
Pamětní bronzová medaile sv. Metoděje

- 2018 ozdobná pavéza, schody ke kostelu, Polešovice[8]

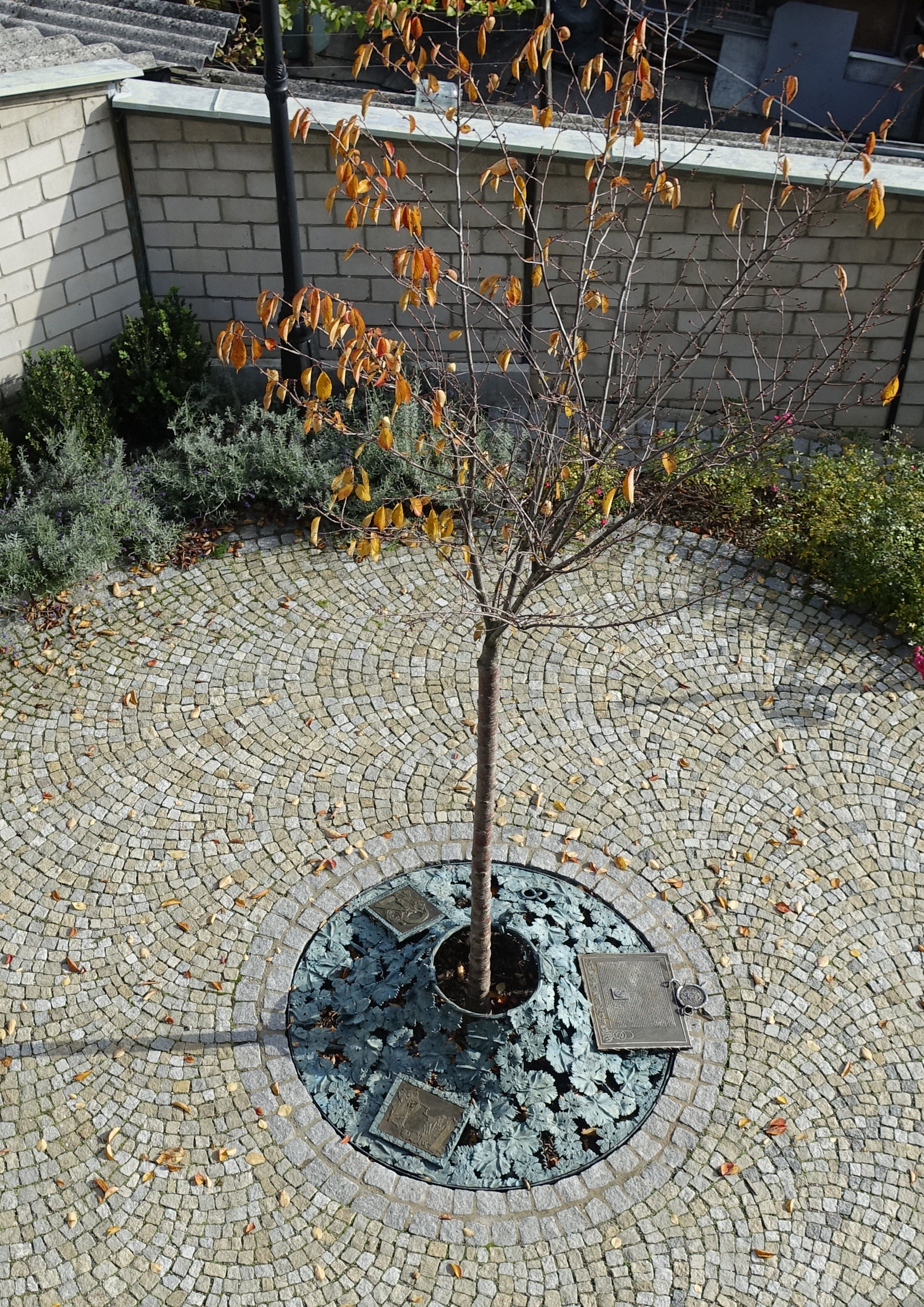
Pavéza pod kostelními schody v Polešovicích

- 2017 relikviář sv. Jana Pavla II., Koclířov[9]

- Relikviář s ostatky papeže Jana Pavla II. v Koclířově

- 2017 Insignie úřadu starosty města, Staré Město[10]

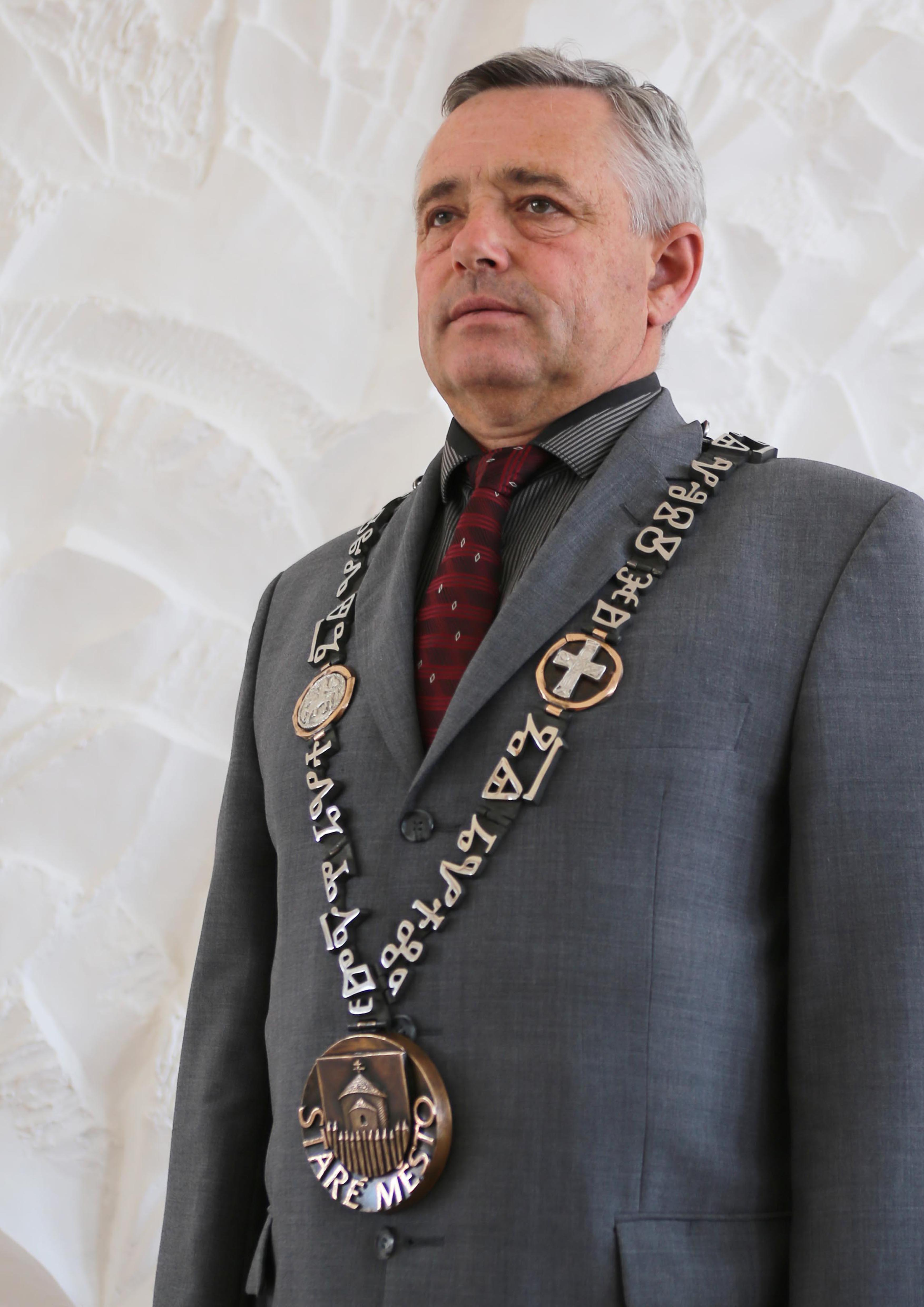
Josef Bazala s insigniemi Starého Města

- 2017 vitráže, kaple salesiánského Domu Ignáce Stuchlého,[11] Fryšták

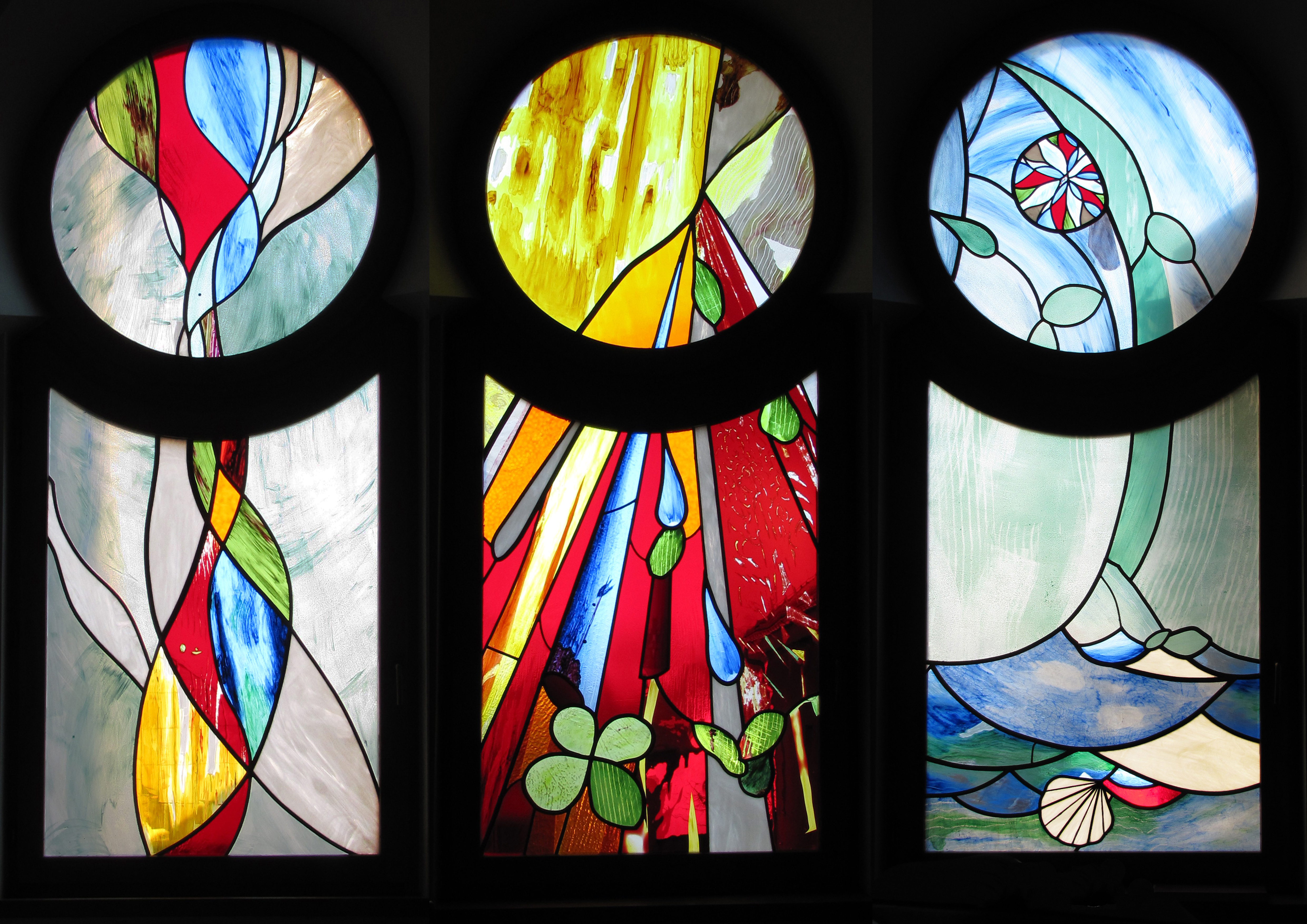
Vitráže v kapli salesiánského Domu Ignáce Stuchlého ve Fryštáku

- 2014 evangeliář, Řád německých rytířů (Deutscher Orden), Weyarn

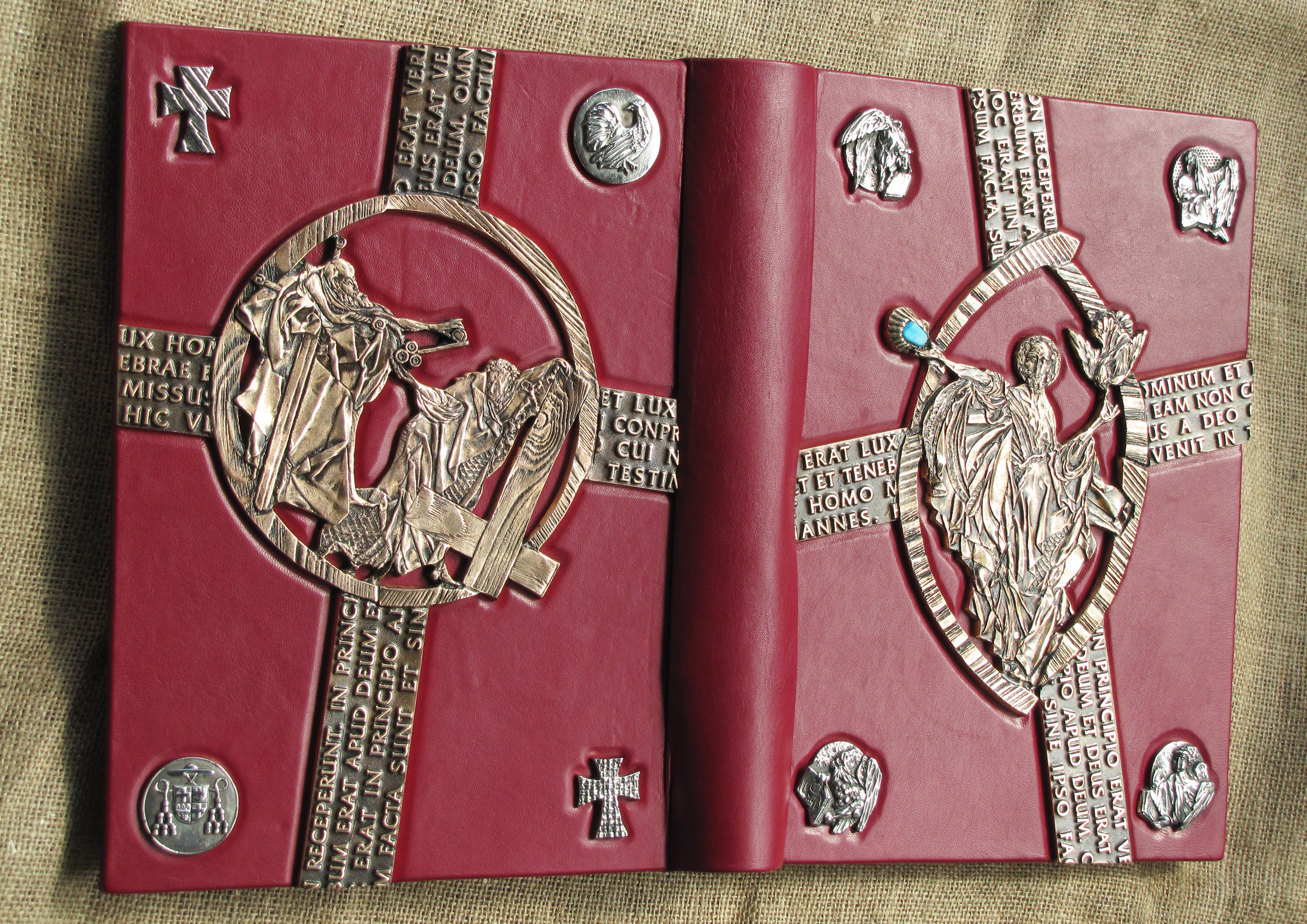
Evangeliář pro Řád německých rytířů ve Weyarn

- 2013 výzdoba tří zvonů, Bazilika sv. Emeráma, Nitra
- 2012 evangeliář, Řád německých rytířů (Deutscher Orden), Vídeň
- 2012 výzdoba tří zvonů – katedrála svatého Víta, Praha (spolupráce se zvonařskou dílnou M. T. Dytrychová)

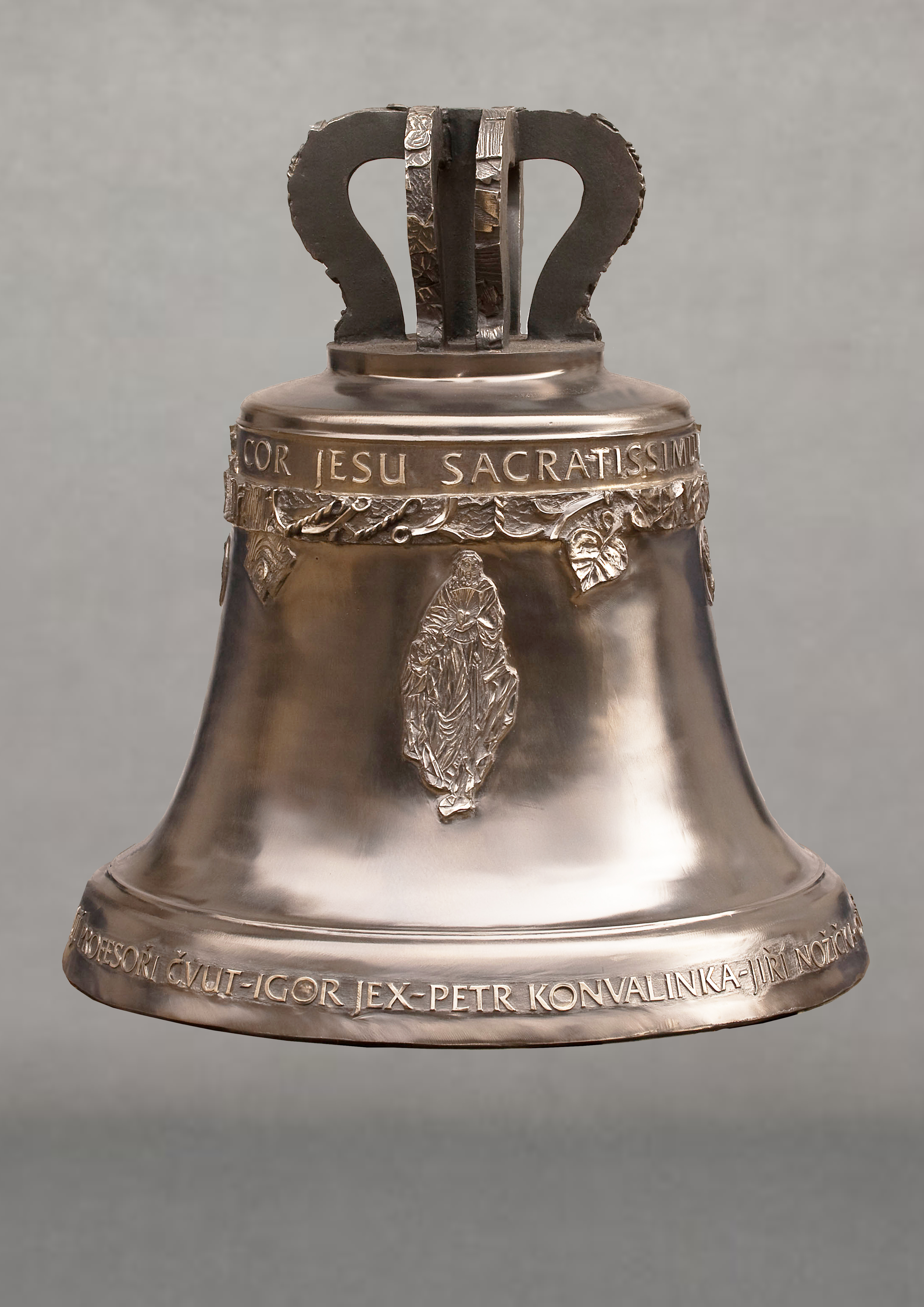
Zvon Nejsvětější Srdce Ježíšovo
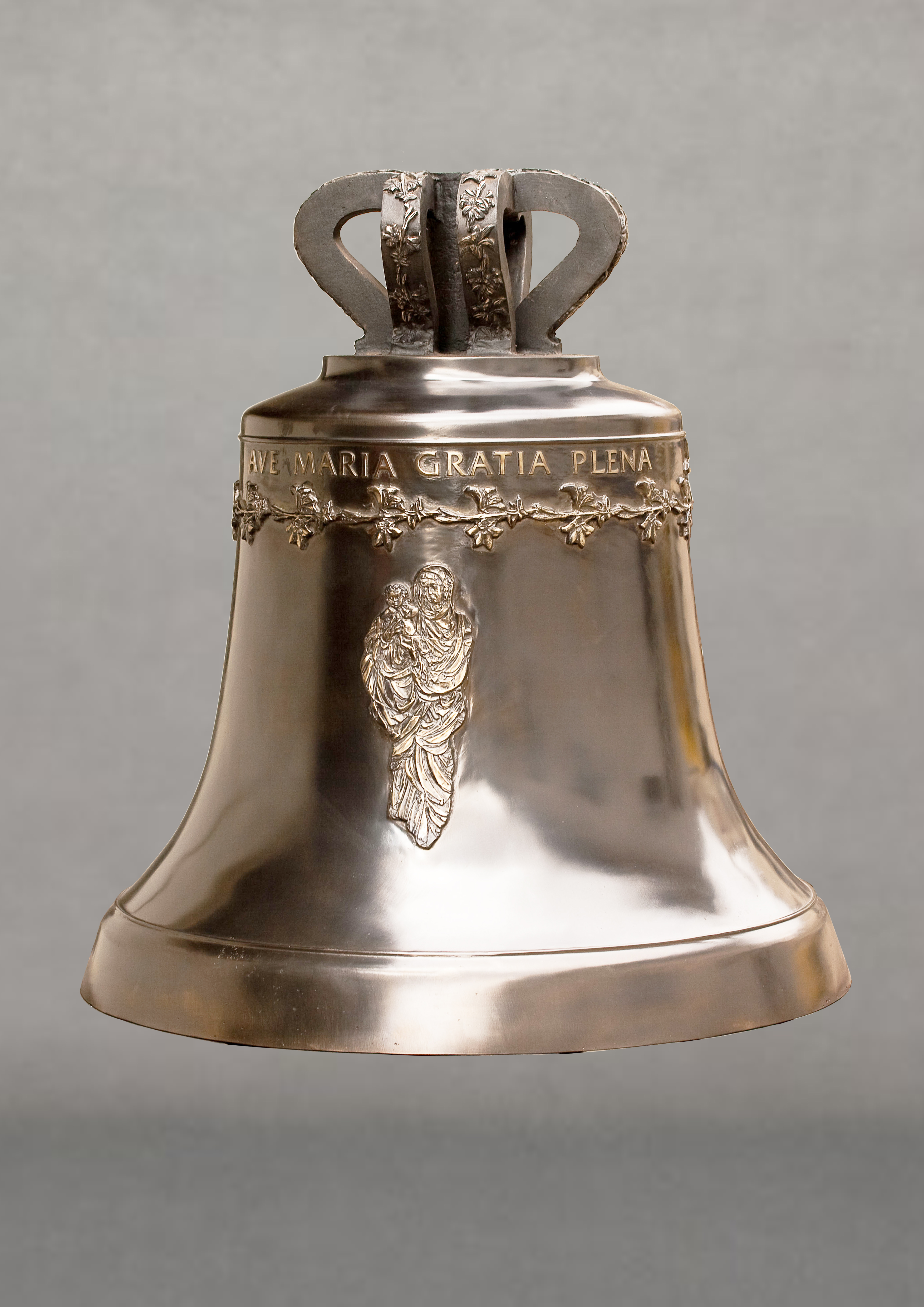
Zvon Panna Maria
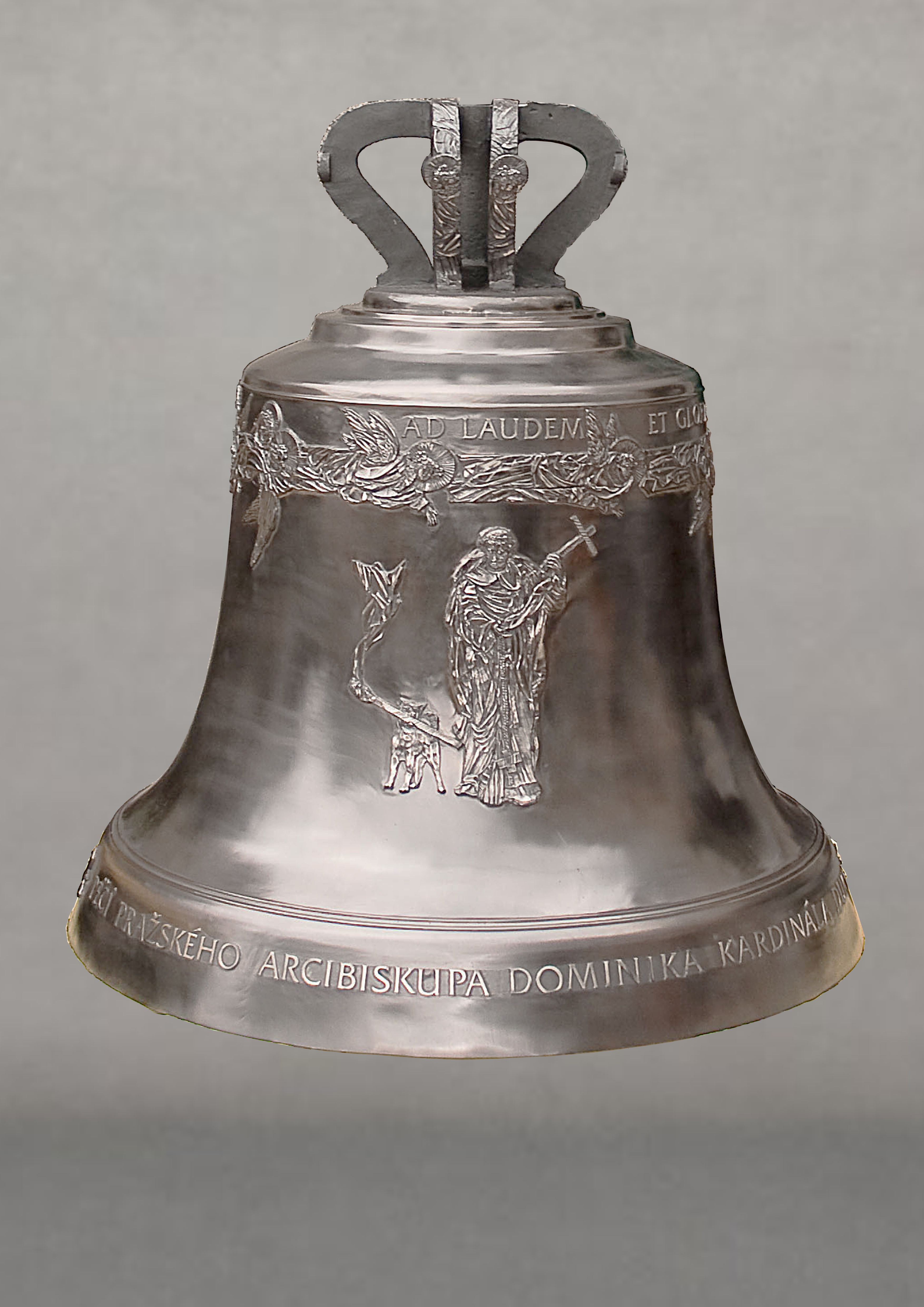
Zvon sv. Dominik

- 2010 presbytář kostela sv. Jana a Pavla,[12] Frýdek-Místek

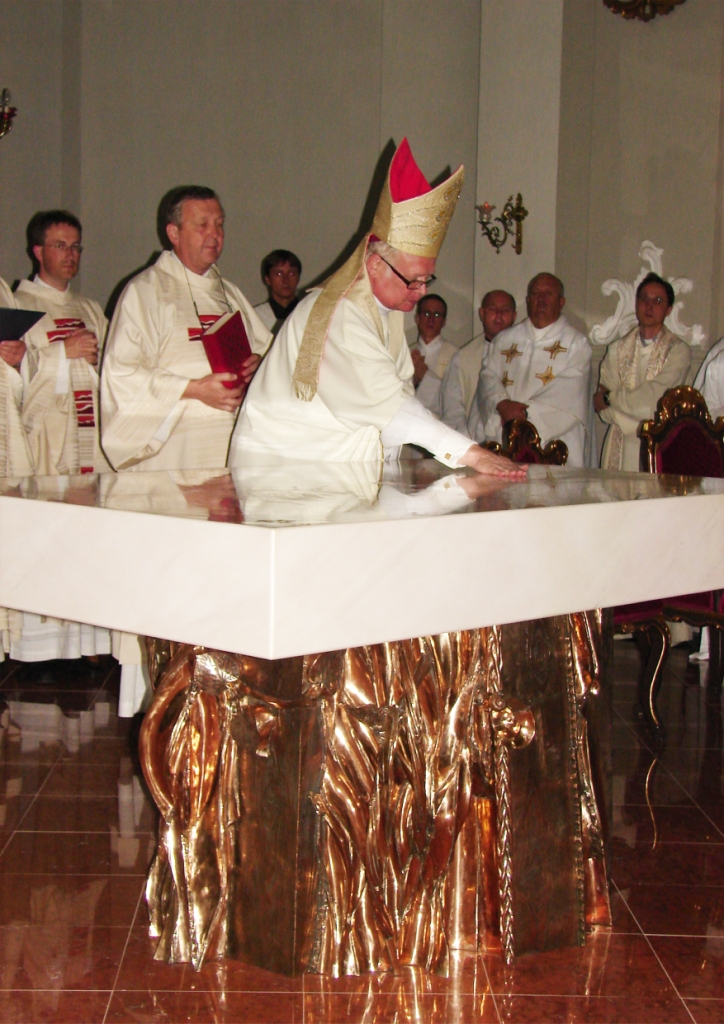
Oltář v kostele svatých Jana a Pavla] ve Frýdku Místku

- 2010 výzdoba zvonů, kostel sv. Jakuba, Jílovice
- 2009 insignie, mons. Jan Baxant, Litoměřice (spolupráce Lenka Trubačová)[14]

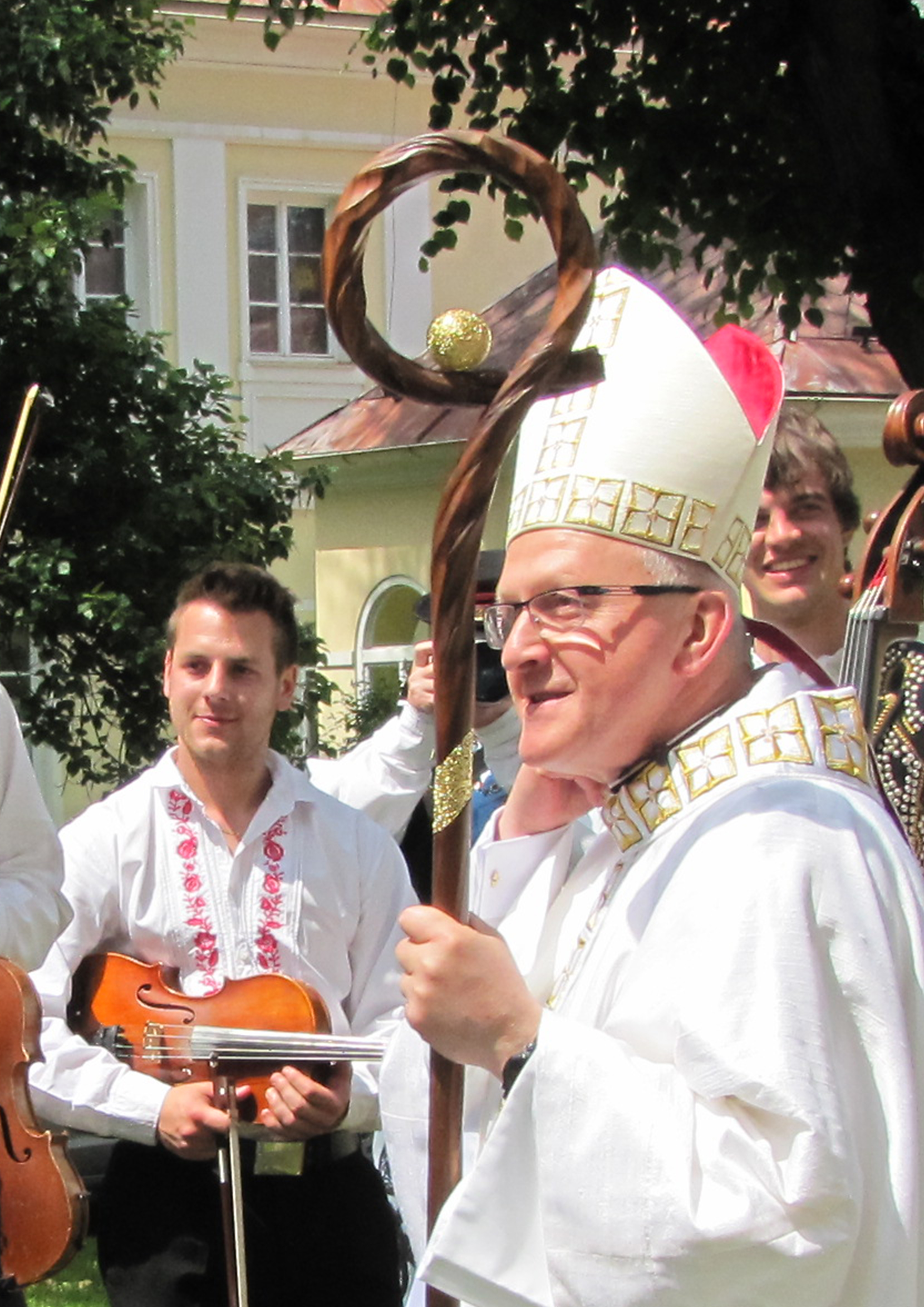
Biskupské insignie mons. Jana Baxtanta

- 2008 presbytář kostela Nanebevzetí Panny Marie, Uherský Brod
- 2007 presbytář kostela, Komunitní centrum Matky Terezy, Praha

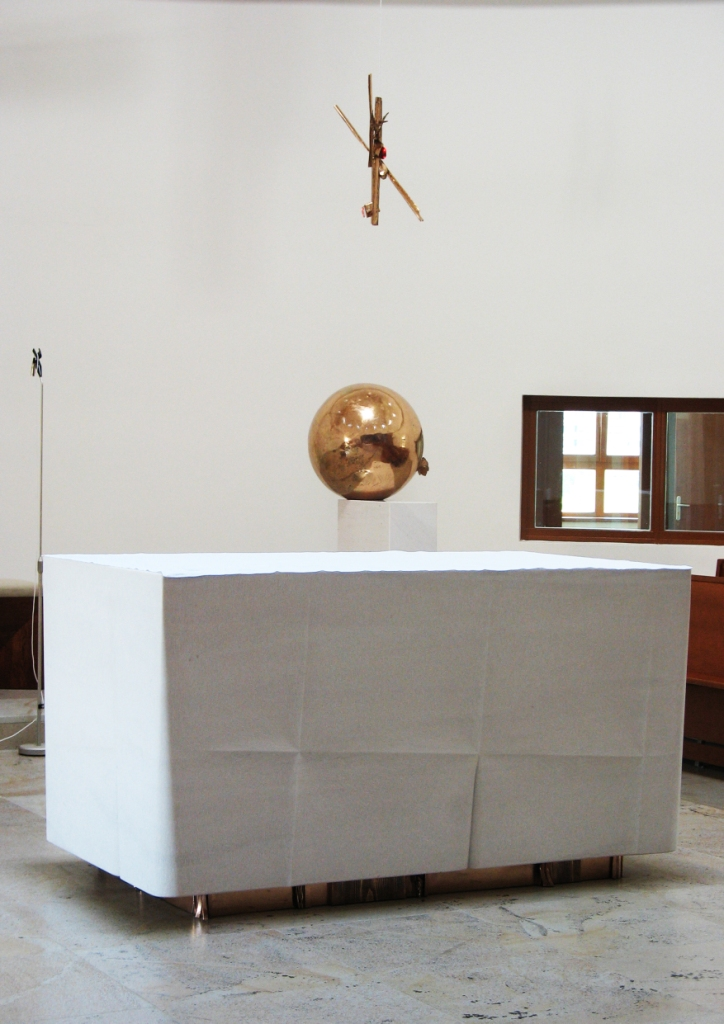
Oltář z bílého mramoru, bronzový Svatostánek a věčné světlo v Komunitním centru Matky Terezy v Praze.
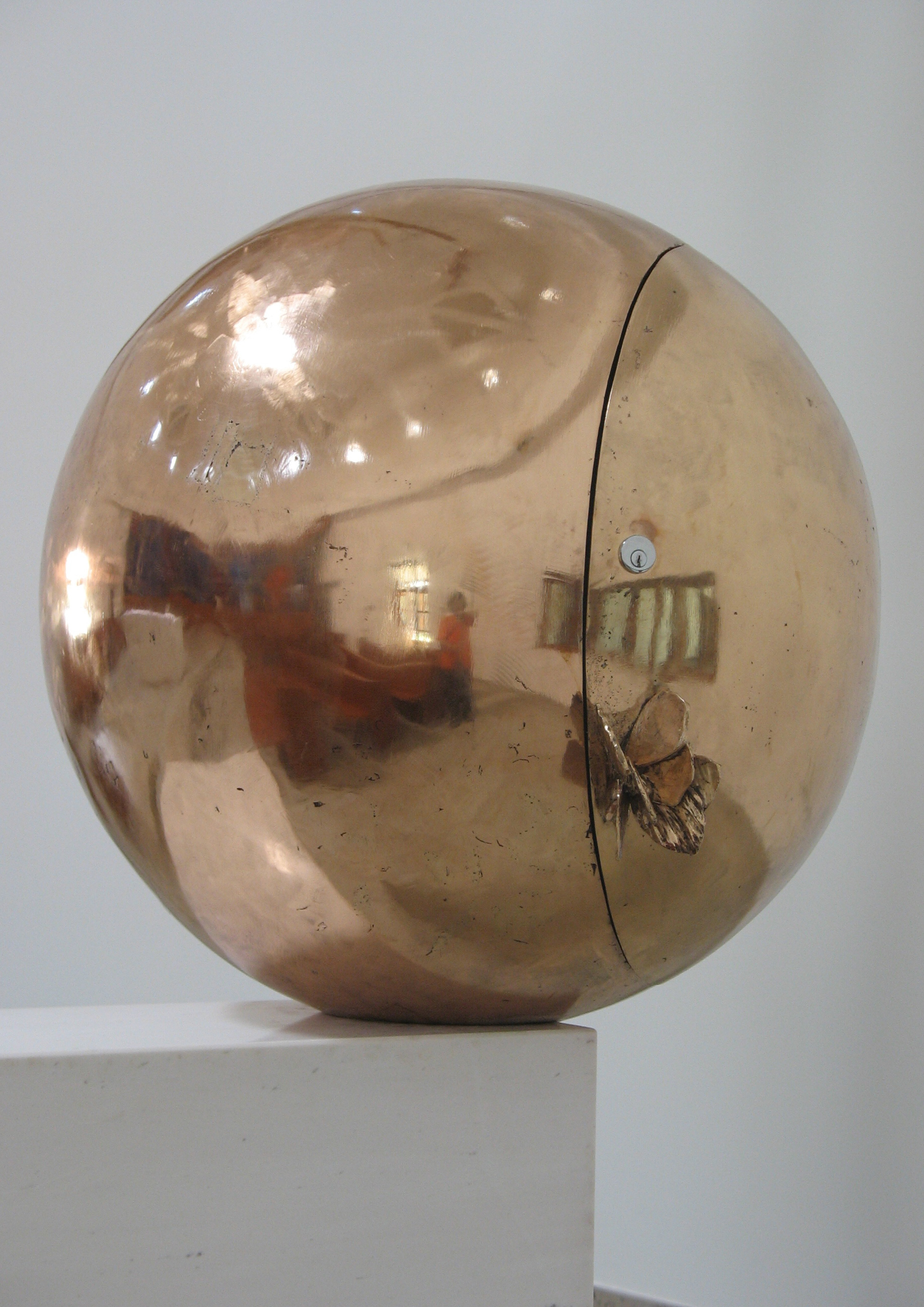
Svatostánek
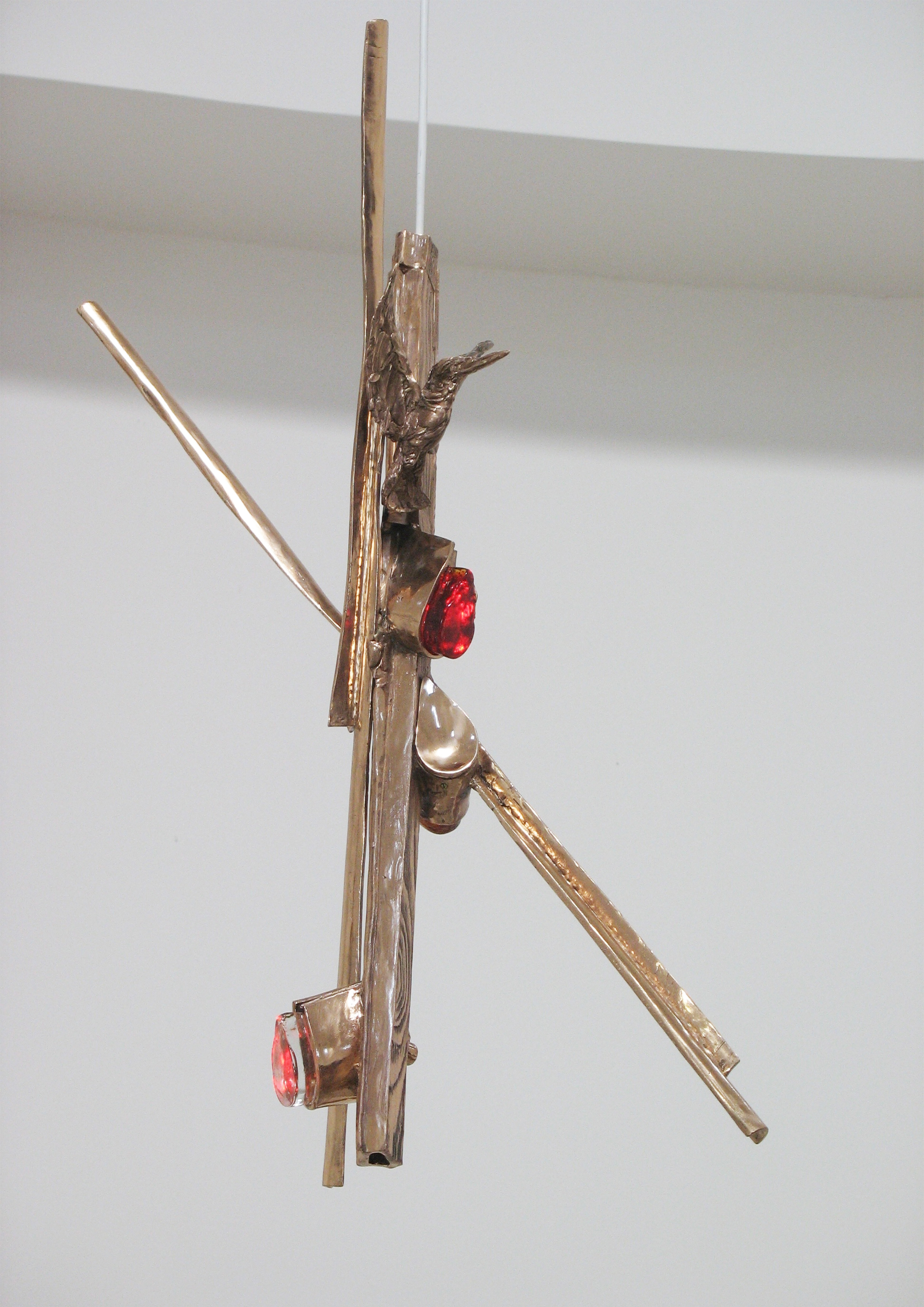
Věčné světlo

- 2007 pamětní deska Otty Wichterleho a Hanny Wichterlové, Svatoplukova ulice, Prostějov[15]

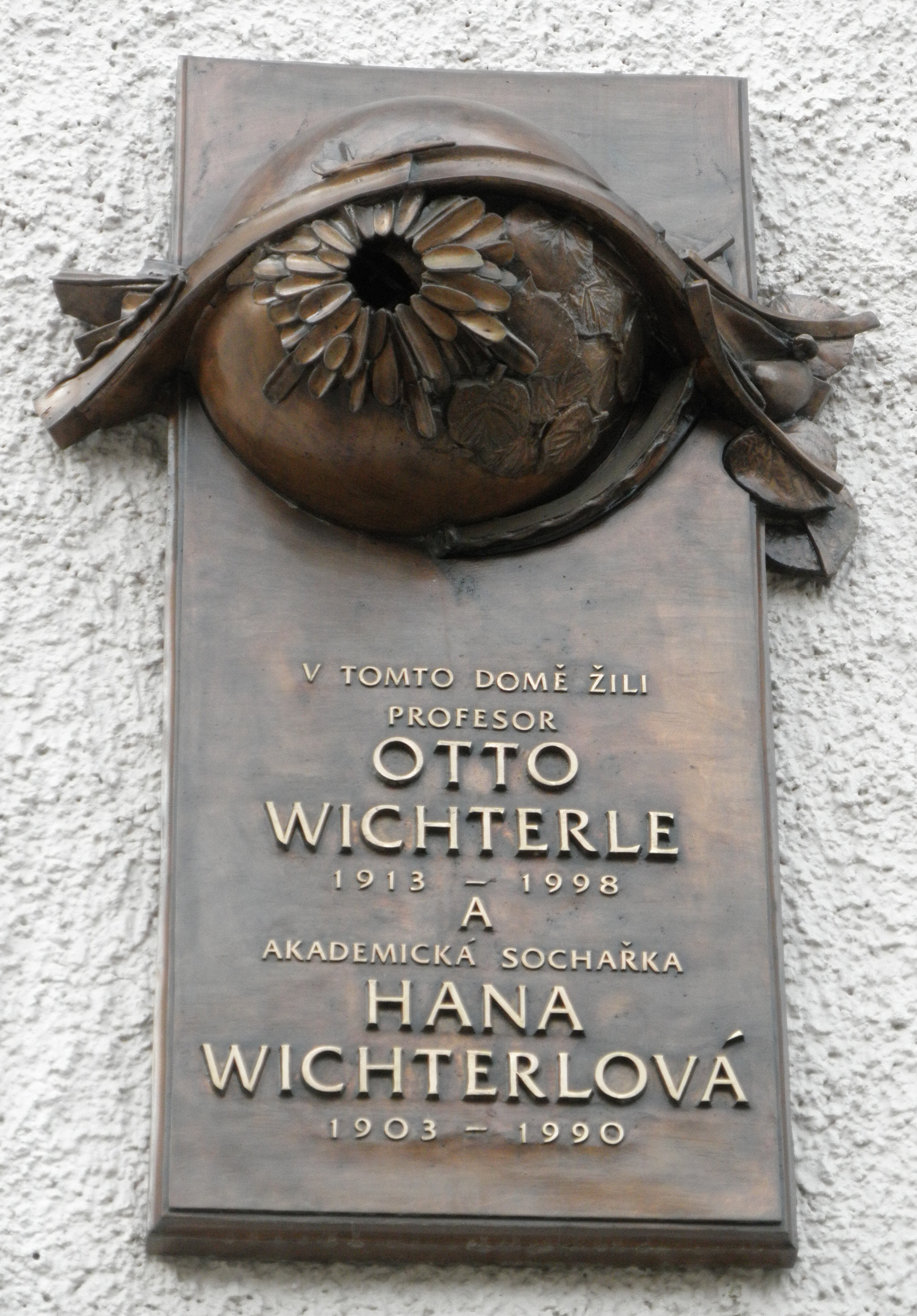
Pamětní deska Otto Wichterle a Hany Wichterlové ve Svatoplukově ulici v Prostějově

- 2004 školní kaple, Cyrilometodějské gymnázium, Prostějov
- 2004 nákončí obecního a státního praporu, Polešovice
- 2003 rektorské insignie, Západomoravská vysoká škola, Třebíč
- 2003 výzdoba tří zvonů, vybavení presbytáře] pro saleziánskou komunitu Dona Bosca, kostel Panny Marie Pomocnice křesťanů, Jižní Svahy, Zlín (spolupráce s doc. Janem Zamazalem a zvonařskou dílnou J. Tkadlece)[16][17]
- 2001 reliéf sv. Terezie Benedikty Od Kříže (Edith Stein), Dům Edith Stein, klášter karmelitek, Praha

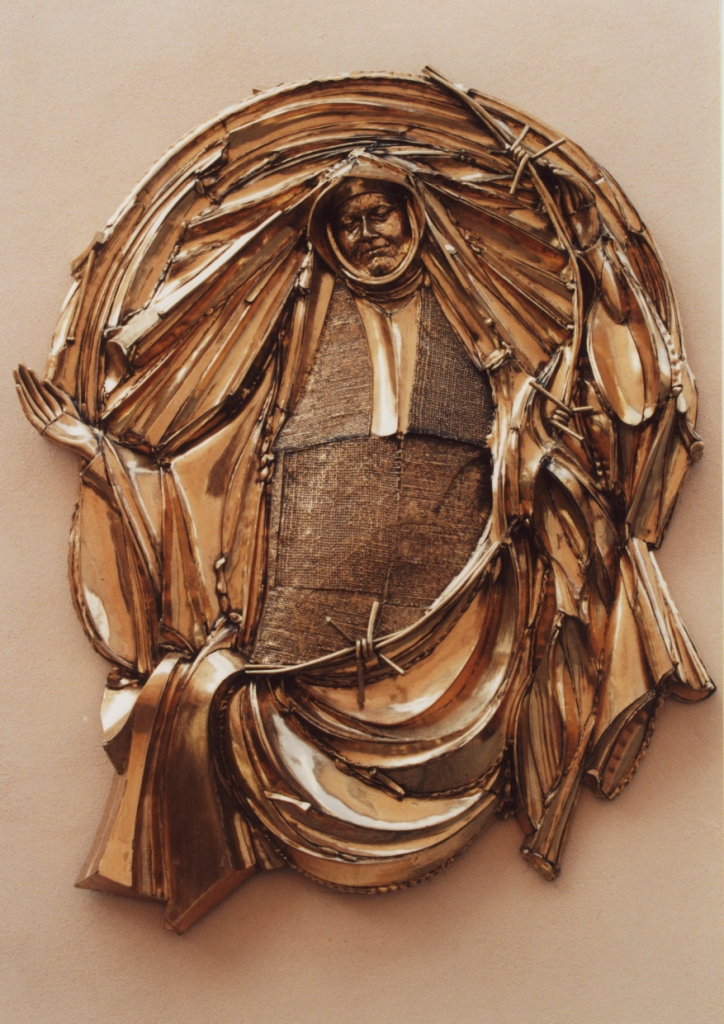
Reliéf Edith Stein – Svatá Terezie Benedikta od Kříže
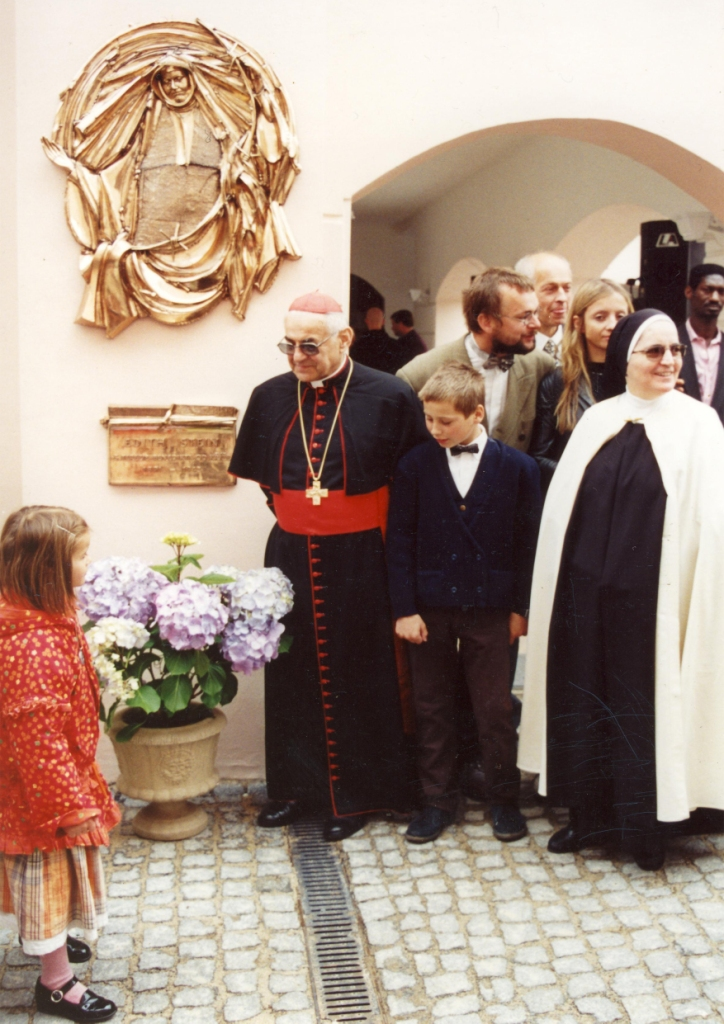
Slavnostní odhalení reliéfu Edith Stein za přítomnosti Miroslava kardinála Vlka v Praze.

- 2001 návrh architektonického řešení celého interiéru, výzdoba a vybavení kaple, salesiánské centrum Dům Ignáce Stuchlého, Fryšták
- 2000 děkanské insignie, Vysoká škola báňská, Ostrava-Poruba
- 2000 Výzdoba sedmi zvonů pro katedrálu sv. Martina, Bratislava (spolupráce se zvonařskou dílnou M. Tomášková-Dytrychová)[18]

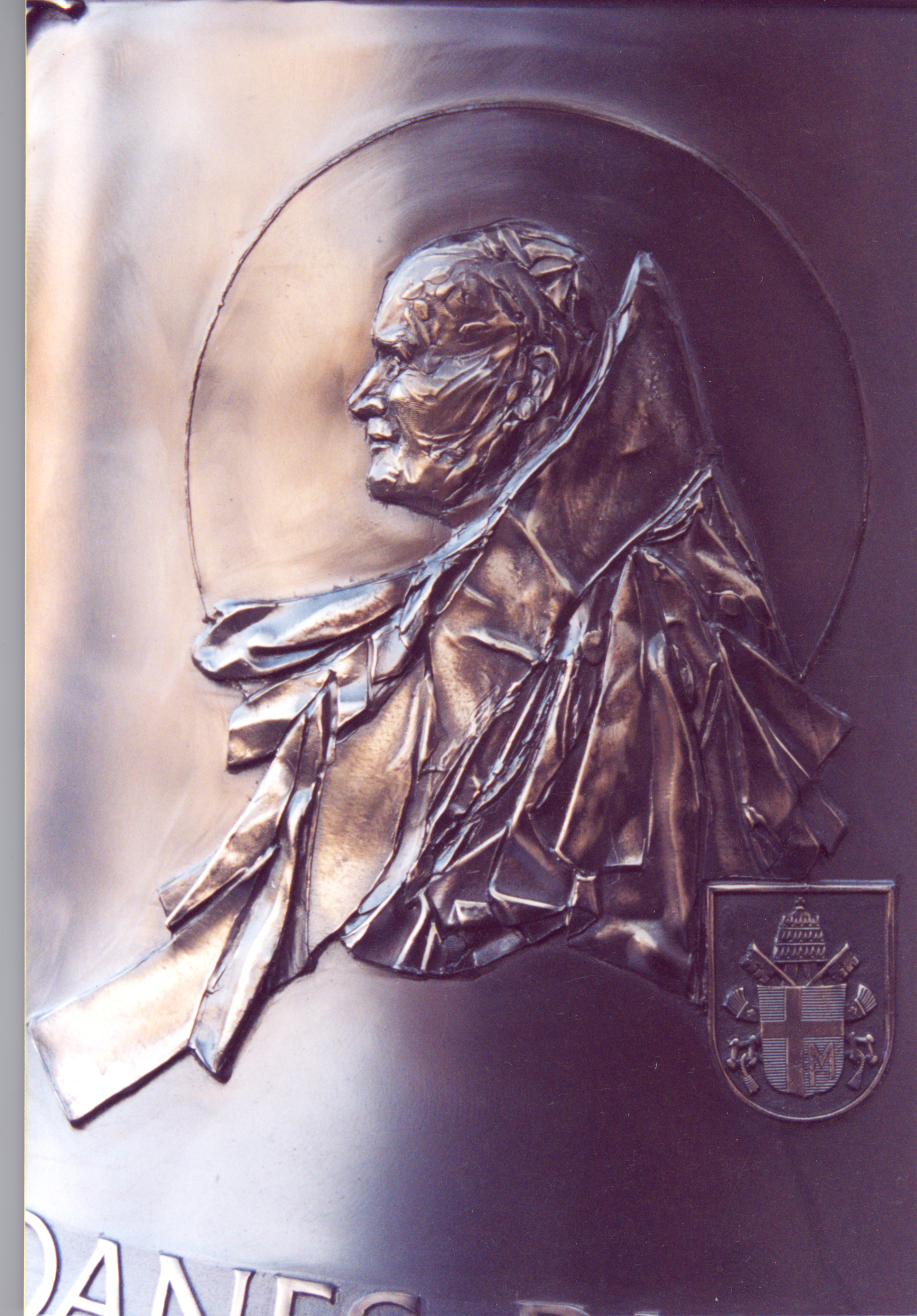
Zvon Johannes Paulus II.
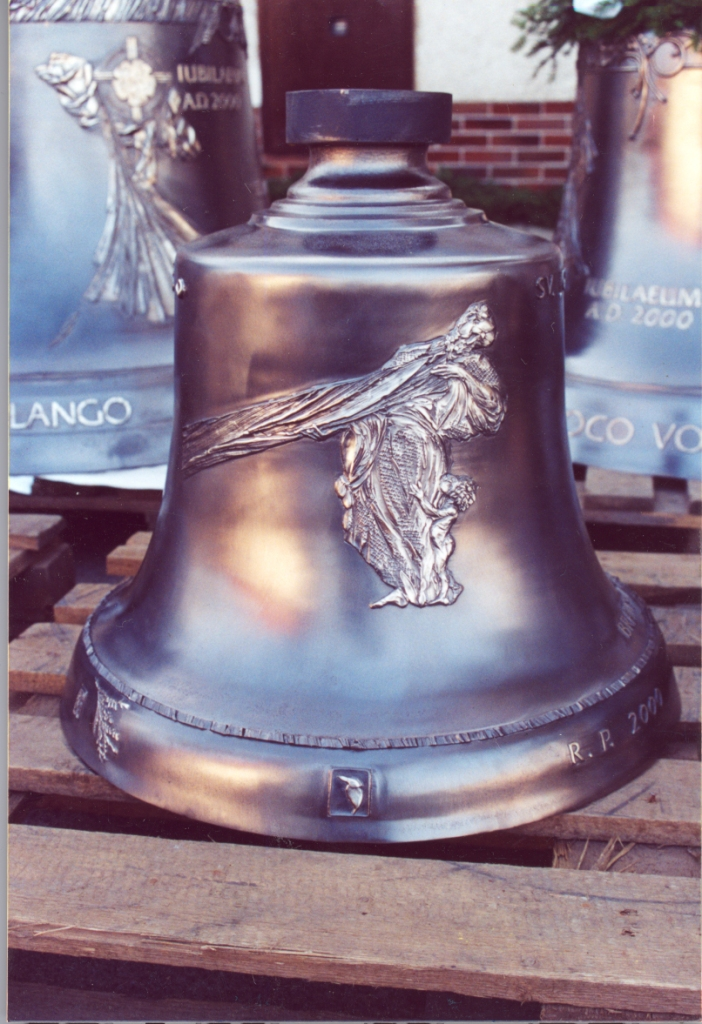
Zvon sv. Josef
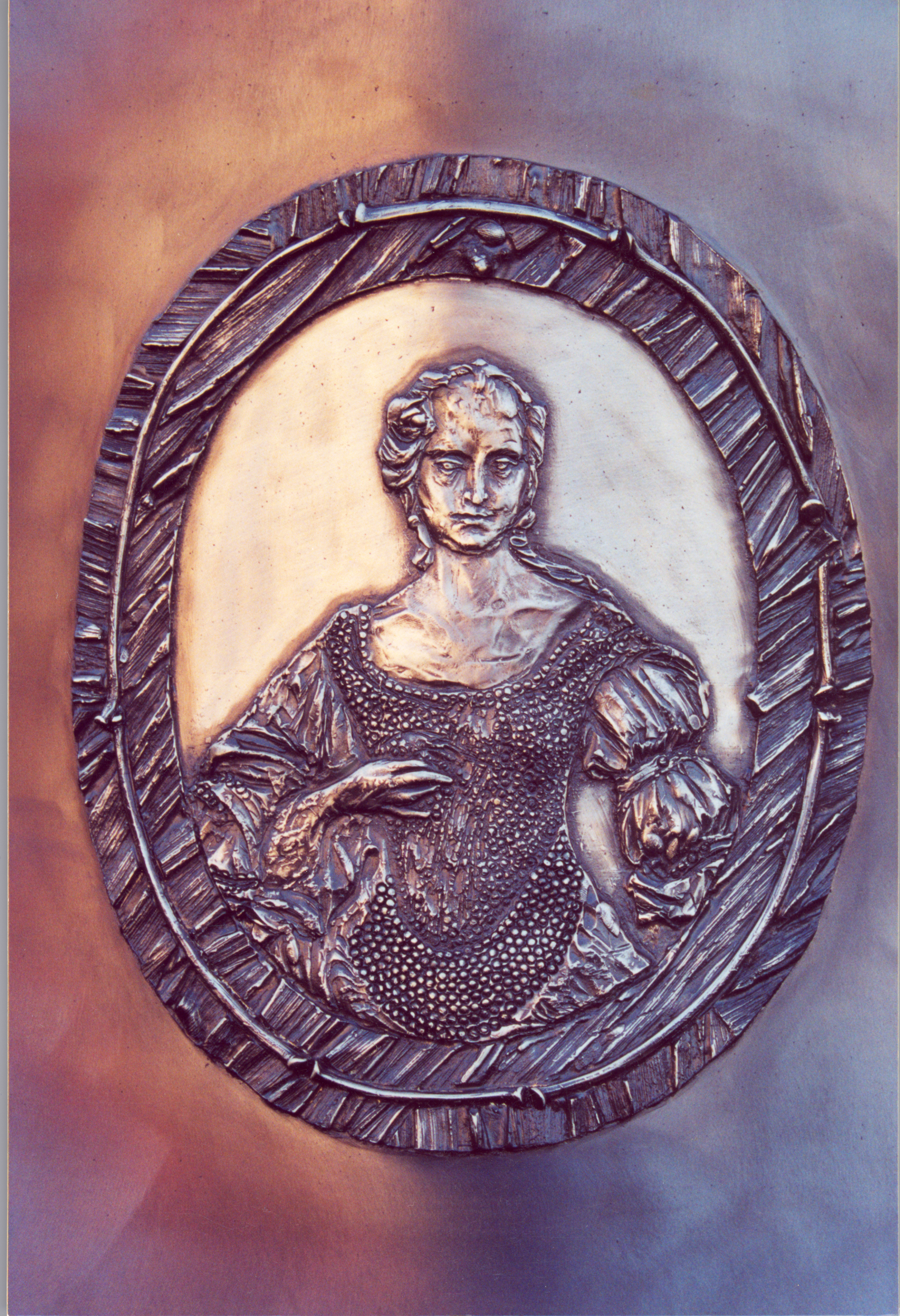
Zvon Maria Theresia
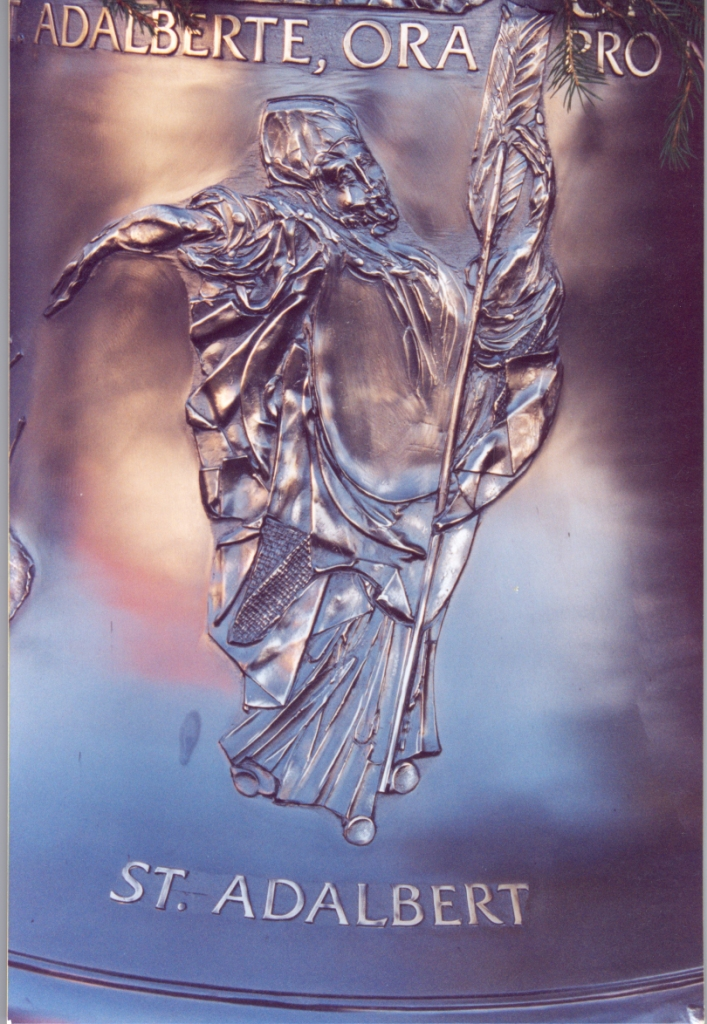
Zvon st. Adalbert

- 1998 výzdoba a vybavení kaple, radio Proglas, Brno[19]
- 1996–2010 návrh a realizace hlavní ceny pro vítěze ekologického filmového festivalu Josefa Velka – TSTTT,[20] Uherské Hradiště
- 1995 kovaná mříž Brána srdce, Televize Noe, Ostrava
- 1994 diplomová práce na AVU, kašna Panny Marie Svatohostýnské, Masarykovo náměstí Bystřice pod Hostýnem (oponent diplomové práce byl historik a teoretik výtvarného umění Jiří Šetlík)[21]
- 1991 náhrobek Pavla Wonky, Vrchlabí[22]

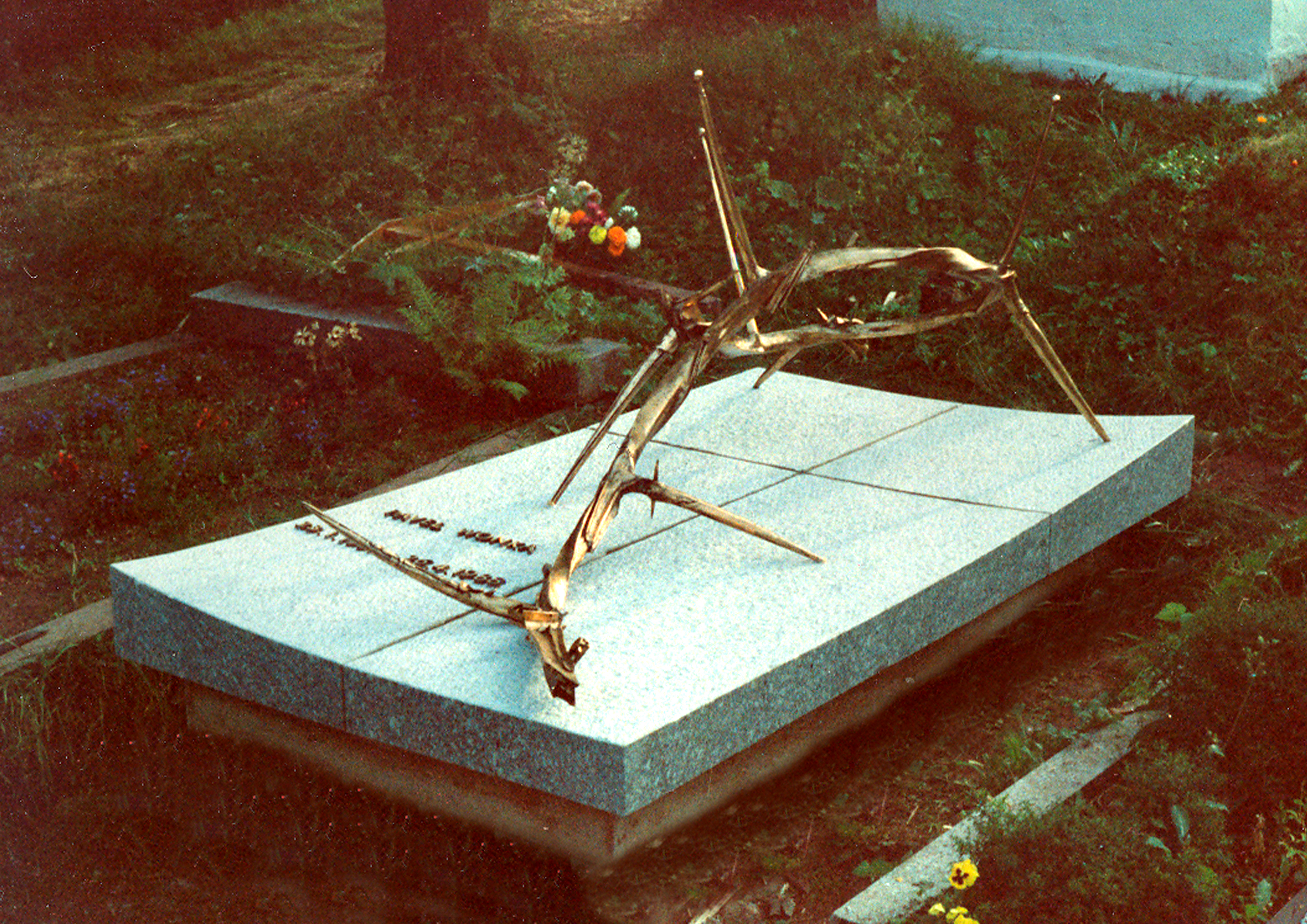
Náhrobek Pavla Wonky ve Vrchlabí